# Chris Mills
Pour les articles homonymes, voir Mills.
Christopher Lemonte « Chris » Mills, né le 25 janvier 1970 à Los Angeles en Californie, est un ancien joueur américain de basket-ball. Il évoluait au poste d'ailier.